# 国際宇宙ステーション多国間調整委員会
国際宇宙ステーション多国間調整委員会（こくさいうちゅうすてーしょんたこくかんちょうせいいいんかい、英語: International Space Station Multilateral Coordination Board（MCB））は、国際宇宙ステーションプログラムの最高レベルの協力機関。これは、ISSの覚書下で設立され、当初は1998年に署名された。
MCBには、協力している各ISSパートナー、NASA、 ロスコスモス、JAXA、欧州宇宙機関、カナダ宇宙庁などのメンバーで組織される。MCBは、国際宇宙ステーション政府間協定を実施する国際宇宙ステーション乗組員の行動規範などのポリシーの承認を含む、ISSのポリシーを設定する。またMOUとともにISSプログラムの法的根拠を提供する。